# Spirama remota
Spirama remota är en fjärilsart som beskrevs av Felder 1861. Spirama remota ingår i släktet Spirama och familjen nattflyn. Inga underarter finns listade i Catalogue of Life.

## Bildgalleri

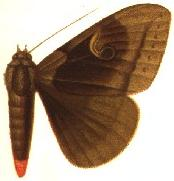